# Autobesidad
La obesidad vehicular o autobesidad es la tendencia de aumento del tamaño y el peso de los automóvilesdesde que se tienen registros.
En las regiones de Europa, el Medio Oeste y África, la masa media del turismo convencional pasó de menos de 1000 kg en 1970 a 1380 kg en 2015, según la Federación Internacional del Automóvily la OCDE en 2017, un aumento del +38 % en 45 años.
El peso medio de los coches vendidos en Europa aumentó un 21 % entre 2001 y 2022.

## Consecuencias
Entre las consecuencias de un mayor peso y tamaño de los coches se encuentran:
- Una peor calidad del aire, incluso con vehículos eléctricos, debido a que los vehículos más pesados tienen un mayor consumo energético y liberan más partículas de neumáticos y frenos.[6][7]El tamaño de los vehículos ha aumentado de forma considerable, con los modelos SUV a la cabeza, lo que ha hecho que cualquier intento por reducir las emisiones netas gracias a la mejora de la eficiencia de los motores resulte infructuosa: el Parlamento Europeo confirmó en 2019 que la evolución de las emisiones de CO2 de los coches nuevos se había invertido debido al tamaño de los SUV;[8] y en 2021 la Agencia Internacional de la Energía confirmó la tendencia.[9]

- Menor seguridad vial, ya que los vehículos más pesados tienen una mayor energía cinética y los vehículos más altos tienen más probabilidades de golpear a los peatones en la cabeza y en el torso o incluso no poder observar a niños pequeños que quedan por debajo del ángulo de visión del conductor.[10][11] Además, los vehículos más grandes tienen más probabilidades de atropellar a los peatones debido a que al girar tienen una peor visibilidad.[12]

- Problemas de aparcamiento para otros vehículos, ya que no caben en las plazas de aparcamiento típicas, ocupando varias.[13]

- Mayor consumo de espacio público, promoviendo ciudades más dispersas y creando aún una mayor dependencia energética y del automóvil.[14]

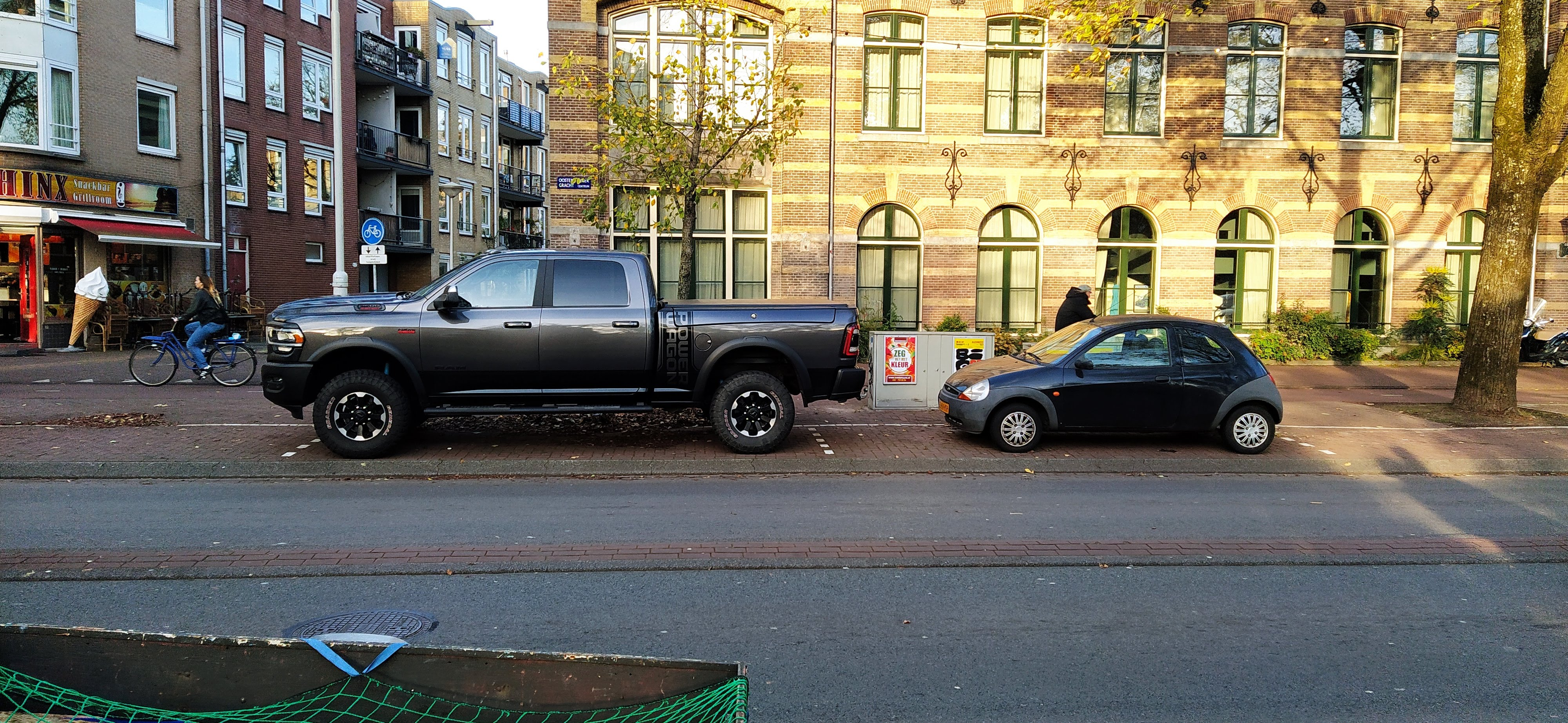
SUV de grandes dimensiones aparcado en la calle Compagniestraat, Ámsterdam (Países Bajos). Se observa cómo, a diferencia que el turismo que lo acompaña, el SUV se sale tanto por delante como por detrás de la plaza pintada.

## Explicaciones
Un conductor individual puede elegir un coche más grande por su seguridad personal, por tener más espacio o por comodidad. Sin embargo, un coche más grande genera una amenaza para la seguridad de otros usuarios, lo que les empujaría a elegir también coches más grandes, generando un círculo vicioso.

## Acciones gubernamentales para contrarrestar la autobesidad
- A partir de 2024 París cobrará mayores tarifas de aparcamiento para los SUV.[16]
- En enero de 2024, Lyon cobrará el estacionamiento en función de diferentes tramos mediante una tarifa progresiva, penalizando la movilidad de combustión y los vehículos pesados de grandes dimensiones, con excepciones para eléctricos y familias numerosas.[17][18]
- Un informe del Parlamento Europeo de 2023 propone introducir un nuevo permiso de conducción de "categoría B+" para los coches que pesen más de 1,800 kilos.[19]